# Mixomelia duplicinota
Mixomelia duplicinota är en fjärilsart som beskrevs av George Francis Hampson 1895. Mixomelia duplicinota ingår i släktet Mixomelia och familjen nattflyn. Inga underarter finns listade i Catalogue of Life.